# Jenny Nowak
Jenny Nowak, född 20 augusti 2002, är en tysk idrottare som tävlar i nordisk kombination.
Hennes främsta meriter är två silvermedaljer i VM i nordisk kombination. Vid världsmästerskapen i nordisk skidsport 2023 och vid världsmästerskapen i nordisk skidsport 2025 ingick hon i det tyska mixade laget som tog silver.